# Никольское (деревня, Никольский район)
Никольское — деревня в Никольском районе Вологодской области России. Входит в состав Аргуновского сельского поселения, с точки зрения административно-территориального деления — в Аргуновский сельсовет.

## География
Стоит у реки Керженка.

### Географическое положение
Расстояние по автодороге до районного центра Никольска — 44 км, до центра муниципального образования Аргуново — 3 км. Ближайшие населённые пункты — Дьячково, Софроново, Скоморошье, Леунино.

## Население
| 2010 |
| ---- |
| 184  |

## Гендерный и национальный  состав
По переписи 2002 года население — 232 человека (109 мужчин, 123 женщины). Всё население — русские.

## Инфраструктура
Личное подсобное хозяйство.

## Транспорт
Деревня доступна автотранспортом.